# Statut de cité en Italie
En Italie, le statut de cité est attribué à une ville par un décret venant soit du roi (jusqu'en 1946), soit du chef de l'État provisoire (de 1946 à 1948), soit du président de la République. Cette distinction honorifique, qui ne donne accès à aucun privilège particulier, hormis le droit d'être officiellement appelé Cité, vient sanctionner l'importance historique, artistique, civique ou démographique de certaines villes de la péninsule.

## Liste officielle des cités
| Abruzzes                  |                   |                      |                    | |
| Cité                      | Province          | Population           | Depuis             | Acte |
| Alba Adriatica            | Teramo            | 12 475 (30-9-2017)   | 2000               | Décret du président de la République du 10 juillet 2000 |
| Atessa                    | Chieti            | 10 558 (30-4-2017)   | 2006               | Décret du président de la République du 5 octobre 2006 |
| Avezzano                  | L'Aquila          | 42 414 (30-6-2018)   | 1994               | Décret du président de la République du 21 juin 1994 |
| Campli                    | Teramo            | 7 136 (30-4-2017)    | 1600               | Bulle pontificale de Clément VIII |
| Castel di Sangro          | L'Aquila          | 6 721 (30-9-2017)    | 1744               | Concession du roi Charles III de Naples et de Sicile |
| Celano                    | L'Aquila          | 10 867 (31-3-2018)   | 1998               | Décret du président de la République du 25 mars 1998 |
| Chieti                    | Chieti            | 50 712 (30-6-2018)   | ?                  | ? |
| Civitella del Tronto      | Teramo            | 4 969 (31-7-2017)    | 1589               | Concession de Philippe II, roi de Naples |
| Fossacesia                | Chieti            | 6 345 (31-8-2017)    | 2007               | Décret du président de la République du 12 janvier 2007 |
| Giulianova                | Teramo            | 23 904 (31-8-2017)   | 2004               | Décret du président de la République du 18 novembre 2004 |
| L'Aquila                  | L'Aquila          | 69 362 (30-4-2018)   | ?                  | ? |
| Lanciano                  | Chieti            | 34 894 (30-6-2018)   | 1212               | Empereur Frédéric II de Souabe |
| Manoppello                | Pescara           | 6 994 (28-2-2017)    | 2004               | Décret du président de la République du 13 juillet 2004 |
| Montereale                | L'Aquila          | 2 486 (30-11-2017)   | XIIIe siècle       | Concession de Conrad IV de Hohenstaufen, roi de Sicile |
| Montesilvano              | Pescara           | 54 160 (31-3-2018)   | 1989               | Décret du président de la République du 28 mars 1989 |
| Ortona                    | Chieti            | 23 041 (31-5-2018)   | 2008               | Conseil municipal extraordinaire du 28 février 2008 |
| Pescara                   | Pescara           | 120 195 (30-4-2018)  | 1987               | Décret du président de la République du 3 novembre 1987 |
| Pescina                   | L'Aquila          | 4 041 (31-3-2018)    | 2001               | Décret du président de la République de 2001 |
| Pianella                  | Pescara           | 8 622 (31-3-2018)    | 2008               | Décret du président de la République du 2 mai 2008 |
| Popoli                    | Pescara           | 5 000 (31-3-2018)    | 2005               | Décret du président de la République du 25 juillet 2005 |
| Rocca di Mezzo            | L'Aquila          | 1 447 (31-5-2018)    | 1997               | Décret du président de la République du 2 septembre 1997 |
| San Salvo                 | Chieti            | 20 250 (31-12-2017)  | 2007               | Décret du président de la République du 2 mars 2007 |
| Scurcola Marsicana        | L'Aquila          | 2 803 (31-3-2018)    | 2011               | Décret du président de la République du 14 février 2011 |
| Spoltore                  | Pescara           | 19 352 (28-2-2017    | 2001               | Décret du président de la République du 12 novembre 2001 |
| Sulmona                   | L'Aquila          | 24 017 (30-6-2018)   | 1410               | Diplôme de Ladislas Ier de Naples |
| Tagliacozzo               | L'Aquila          | 6 727 (31-3-2018)    | 2000               | Décret du président de la République du 18 août 2000 |
| Teramo                    | Teramo            | 54 279 (28-2-2018)   | ?                  | Droit romain |
| Vasto                     | Chieti            | 41 417 (31-5-2018)   | 1710               | Concession de Philippe V d'Espagne au marquis Vincenzo Frasconi |
| Vallée d'Aoste            |                   |                      |                    | |
| Cité                      | Province          | Population           | Depuis             | Acte |
| Aoste                     | -                 | 33 960 (31-3-2018)   | ?                  | ? |
| Basilicate                |                   |                      |                    | |
| Cité                      | Province          | Population           | Depuis             | Acte |
| Avigliano                 | Potenza           | 11 408 (30-4-2017)   | 1991               | Décret du président de la République du 27 décembre 1991 |
| Bernalda                  | Matera            | 12 480 (30-4-2017)   | 1735               | Concession du roi Charles III de Naples et de Sicile |
| Ferrandina                | Matera            | 8 660 (31-7-2017)    | 2011               | Décret du président de la République du 15 mars 2011 |
| Irsina                    | Matera            | 4 909 (31-12-2017)   | 2007               | ? |
| Lagonegro                 | Potenza           | 5 410 (30-4-2018)    | 1953               | Décret du président de la République du 22 avril 1958 |
| Lavello                   | Potenza           | 13 411 (31-12-2017)  | 2001               | Décret du président de la République du 12 novembre 2001 |
| Maratea                   | Potenza           | 5 085 (31-03-2018)   | 1990               | Décret du président de la République du 10 décembre 1990 |
| Matera                    | Matera            | 60 403 (31-12-2017)  | ?                  | ? |
| Melfi                     | Potenza           | 17 878 (31-12-2017)  | ?                  | ? |
| Montalbano Jonico         | Matera            | 7 215 (30-11-2017)   | 2009               | Décret du président de la République du 2 avril 2009 |
| Montescaglioso            | Matera            | 9 831 (31-5-2018)    | 2004               | Décret du président de la République du 9 janvier 2004 |
| Muro Lucano               | Potenza           | 5 344 (31-12-2017)   | 2012               | Décret du président de la République du 4 octobre 2012 |
| Pisticci                  | Matera            | 17 589 (31-3-2018)   | 2001               | Décret du président de la République du 21 septembre 2001 |
| Policoro                  | Matera            | 17 770 (31-3-2018)   | 1988               | Décret du président de la République du 15 septembre 1988 |
| Potenza                   | Potenza           | 67 161 (31-3-2018)   | ?                  | ? |
| Rionero in Vulture        | Potenza           | 13 156 (30-4-2018)   | 1971               | Décret du président de la République du 2 mars 1971 |
| Tricarico                 | Matera            | 5 202 (31-12-2017)   | 2010               | Décret du président de la République du 25 mai 2010 |
| Tursi                     | Matera            | 4 989 (31-12-2016)   | 2006               | Décret du président de la République du 4 mai 2006 |
| Venosa                    | Potenza           | 11 863 (31-12-2015)  | 1967               | Décret du président de la République du 4 avril 1967 |
| Calabre                   |                   |                      |                    | |
| Cité                      | Province          | Population           | Depuis             | Acte |
| Acri                      | Cosenza           | 20 397 (31-3-2018)   | 2001               | Décret du président de la République du 17 septembre 2001 |
| Amantea                   | Cosenza           | 14 009 (5-6-2018)    | 1973               | Décret du président de la République du 8 juin 1973 |
| Bisignano                 | Cosenza           | 10 182 (30-4-2017)   | 1994               | Décret du président de la République du 24 mars 1994 |
| Castrovillari             | Cosenza           | 22 168 (31-3-2017)   | 1535               | Concession de l'empereur Charles Quint |
| Catanzaro                 | Catanzaro         | 89 538 (31-3-2018)   | 1528               | Concession de l'empereur Charles Quint |
| Corigliano Calabro        | Cosenza           | 43 428 (31-3-2017)   | 1997               | Décret du président de la République du 2 septembre 1997 |
| Cosenza                   | Cosenza           | 69 239 (31-12-2017)  | ?                  | ? |
| Crotone                   | Crotone           | 64 377 (30-6-2018)   | 1938               | Délibération de la Junte régionale du 2 février 1938 |
| Cutro                     | Crotone           | 10 510 (30-6-2017)   | 1586               | Concession du roi Philippe II d'Espagne |
| Gerace                    | Reggio de Calabre | 2 600 (31-12-2017)   | 2000               | Décret du président de la République du 25 octobre 2000 |
| Gioia Tauro               | Reggio de Calabre | 20 074 (30-6-2018)   | 1963               | Décret du président de la République du 22 octobre 1963 |
| Lamezia Terme             | Catanzaro         | 70 834 (31-12-2017)  | 1972               | Décret du président de la République du 21 juillet 1972 |
| Locri                     | Reggio de Calabre | 12 367 (31-12-2017)  | 2002               | Décret du président de la République du 14 mars 2002 |
| Mendicino                 | Cosenza           | 9 491 (31-10-2017)   | 2016               | Décret du président de la République du 15 février 2016 |
| Nicotera                  | Vibo Valentia     | 6 155 (31-12-2017)   | 2003               | Décret du président de la République du 1er août 2003 |
| Palmi                     | Reggio de Calabre | 18 787 (31-5-2018)   | 2003               | Décret du président de la République du 30 avril 2003 |
| Petilia Policastro        | Crotone           | 9 055 (31-3-2018)    | 2011               | Décret du président de la République du 28 février 2011 |
| Reggio de Calabre         | Reggio de Calabre | 181 035 (30-4-2018)  | 1934               | Délibération de la Junte régionale du 22 décembre 1934 |
| Rende                     | Cosenza           | 35 708 (30-6-2018)   | 2016               | Décret du président de la République du 11 mars 2016 |
| Rogliano                  | Cosenza           | 5 759 (31-5-2018)    | 1745               | Concession du roi Charles III de Naples et de Sicile du 3 juin 1745 |
| Rosarno                   | Reggio de Calabre | 14 769 (31-5-2018)   | 2004               | ? |
| Rossano                   | Cosenza           | 36 623 (31-3-2017)   | 1998               | Décret du président de la République du 14 octobre 1998 |
| Sersale                   | Catanzaro         | 4 605 (1-1-2017)     | 2018               | Décret du président de la République du 12 février 2018 |
| Soverato                  | Catanzaro         | 9 095 (31-12-2017)   | 1974               | Décret du président de la République du 9 octobre 1974 |
| Soveria Mannelli          | Catanzaro         | 3 076 (31-12-2015)   | 2008               | Décret du président de la République du 19 janvier 2008 |
| Squillace                 | Catanzaro         | 3 608 (31-12-2015)   | 2009               | Décret du président de la République du 2 avril 2009 |
| Strongoli                 | Crotone           | 6 596 (1-1-2015)     | 2002               | Décret du président de la République du 22 mai 2002 |
| Terranova Sappo Minulio   | Reggio de Calabre | 521 (31-12-2017)     | 2005               | Décret du président de la République du 28 juillet 2005 |
| Tropea                    | Vibo Valentia     | 6 283 (31-3-2018)    | XVIe siècle        | Concession de l'empereur Charles Quint |
| Vibo Valentia             | Vibo Valentia     | 33 642 (31-12-2017)  | ?                  | ? |
| Villa San Giovanni        | Reggio de Calabre | 13 585 (31-03-2018)  | 2005               | Décret du président de la République du 12 avril 2005 |
| Campanie                  |                   |                      |                    | |
| Cité                      | Province          | Population           | Depuis             | Acte |
|                           |                   |                      |                    | |
| Émilie-Romagne            |                   |                      |                    | |
| Cité                      | Province          | Population           | Depuis             | Acte |
|                           |                   |                      |                    | |
| Frioul-Vénétie Julienne   |                   |                      |                    | |
| Cité                      | Province          | Population           | Depuis             | Acte |
| Casarsa della Delizia     | Pordenone         |                      | 2000               | Décret du président de la République du 25 octobre 2000 |
| Cervignano del Friuli     | Udine             |                      | 1999               | 19 juillet 1999 |
| Cividale del Friuli       | Udine             |                      | 1937               | 9 septembre 1937 |
| Codroipo                  | Udine             |                      | 1992               | 22 septembre 1992 |
| Cordenons                 | Pordenone         |                      | 2004               | 22 décembre 2004, n. 423 |
| Cormons                   | Gorizia           |                      | 1910               | |
| Gemona del Friuli         | Udine             |                      | 2004               | 5 avril 2004, n. 108 |
| Gorizia                   | Gorizia           |                      | ?                  | |
| Gradisca d'Isonzo         | Gorizia           |                      | 1936               | 14 juillet 1936 |
| Grado                     | Gorizia           |                      | 1983               | 16 décembre 1983 |
| Latisana                  | Udine             |                      | 2004               | 11 mai 2004 |
| Lignano Sabbiadoro        | Udine             |                      | 2003               | 18 mars 2003, n. 73 |
| Maniago                   | Pordenone         |                      | 2003               | 18 mars 2003, n. 72 |
| Monfalcone                | Gorizia           |                      | 1937               | 1er avril 1937, n. 11022 |
| Palmanova                 | Udine             |                      | 1970               | 9 juillet 1970 |
| Porcia                    | Pordenone         |                      | 2003               | 18 mars 2003, n. 71 |
| Pordenone                 | Pordenone         |                      | 1401, 1840         | 16 février 1401, 7 janvier 1840 |
| Sacile                    | Pordenone         |                      | ?                  | |
| San Daniele del Friuli    | Udine             |                      | 1999               | 9 septembre 1999 |
| Spilimbergo               | Pordenone         |                      | 1968               | 9 octobre 1968 |
| Tarcento                  | Udine             |                      | 2008               | 6 juin 2008, n. 138 |
| Tarvisio                  | Udine             |                      |                    | |
| Tolmezzo                  | Udine             |                      | 1998               | 3 mars 1998 |
| Trieste                   | Trieste           |                      |                    | |
| Udine                     | Udine             |                      | 1815               | 24 avril 1815 |
| Latium                    |                   |                      |                    | |
| Cité                      | Province          | Population           | Depuis             | Acte |
|                           |                   |                      |                    | |
| Ligurie                   |                   |                      |                    | |
| Cité                      | Province          | Population           | Depuis             | Acte |
| Albenga                   | Savone            | 24 042 (31-12-2017)  | 1958               | Décret du président du Conseil des ministres d'Italie 22 décembre 1958 |
| Albisola Superiore        | Savone            | 10 041 (30-4-2017)   | 1989               | Décret du président de la République du 23 juin 1989 |
| Cairo Montenotte          | Savone            | 13 214 (30-4-2017)   | 1956               | Décret du président de la République du 7 janvier 1956 |
| Camogli                   | Gênes             | 5 332 (30-4-2017)    | 1877               | Décret-loi royal du 3 mai 1877 |
| Camporosso                | Imperia           | 5 602 (28-2-2017)    | 2006               | ? |
| Chiavari                  | Gênes             | 27 448 (30-6-2017)   | 1648               | Reconnaissance de 1648 par la république de Gênes |
| Finale Ligure             | Savone            | 11 680 (31-8-2017)   | 2006               | Décret du président de la République du 6 novembre 2006 |
| Gênes                     | Gênes             | 578 710 (30-4-2018)  | ?                  | ? |
| Imperia                   | Imperia           | 42 328 (31-8-2017)   | ?                  | ? |
| Lavagna                   | Gênes             | 12 680 (31-8-2017)   | 1889               | Décret-loi royal du 12 mai 1889 |
| La Spezia                 | La Spezia         | 93 454 (30-11-2017)  | ?                  | ? |
| Lerici                    | La Spezia         | 10 133 (31-12-2017)  | 1986               | Décret du président de la République du 23 janvier 1986 |
| Rapallo                   | Gênes             | 29 711 (30-4-2018)   | 1956               | Décret du président de la République du 14 juin 1956 |
| Recco                     | Gênes             | 9 646 (30-4-2018)    | 2000               | Décret du président de la République du 8 septembre 2000 |
| Sanremo                   | Imperia           | 54 547 (28-2-2017)   | ?                  | ? |
| Sarzana                   | La Spezia         | 21 976 (31-12-2015)  | 1465               | Accordé par le pape Paul II |
| Savone                    | Savone            | 60 632 (31-05-2016)  | ?                  | ? |
| Varazze                   | Savone            | 13 251 (31-12-2015)  | 1864               | Décret-loi royal du 22 mai 1864 |
| Vintimille                | Imperia           | 24 120 (28-2-2017)   | ?                  | ? |
| Lombardie                 |                   |                      |                    | |
| Cité                      | Province          | Population           | Depuis             | Acte |
|                           |                   |                      |                    | |
| Marches                   |                   |                      |                    | |
| Cité                      | Province          | Population           | Depuis             | Acte |
|                           |                   |                      |                    | |
| Molise                    |                   |                      |                    | |
| Cité                      | Province          | Population           | Depuis             | Acte |
| Bojano                    | Campobasso        | 8 097 (30-4-2018)    | 1982               | Décret du président de la République du 30 avril 1982 |
| Campobasso                | Campobasso        | 49 251 (30-11-2017)  | ?                  | ? |
| Isernia                   | Isernia           | 21 709 (31-8-2017)   | ?                  | ? |
| Larino                    | Campobasso        | 6 677 (30-11-2017)   | 2000               | Décret du président de la République du 1er janvier 2000 |
| Riccia                    | Campobasso        | 5 133 (30-4-2018)    | 1986               | Décret du président de la République du 17 mai 1986 |
| Venafro                   | Isernia           | 11 249 (31-5-2018)   | 1914               | Décret-loi royal du 13 août 1914 |
| Ombrie                    |                   |                      |                    | |
| Cité                      | Province          | Population           | Depuis             | Acte |
| Amelia                    | Terni             | 11 828 (31-12-2017)  | 2007               | Décret du président de la République du 19 avril 2007 |
| Assise                    | Pérouse           | 28 352 (31-12-2017)  | 1312               | ? |
| Città della Pieve         | Pérouse           | 7 686 (31-12-2017)   | 1600               | Pape Clément VIII |
| Città di Castello         | Pérouse           | 39 632 (31-12-2017)  | ?                  | ? |
| Foligno                   | Pérouse           | 56 999 (31-12-2017)  | 1953               | Décret du président du Conseil des ministres d'Italie du 10 août 1953 |
| Gualdo Tadino             | Pérouse           | 14 965 (30-4-2018)   | 1833               | Statut conféré par le pape Grégoire XVI |
| Gubbio                    | Pérouse           | 31 736 (31-12-2017)  | ?                  | ? |
| Narni                     | Terni             | 19 169 (31-03-2018)  | ?                  | ? |
| Orvieto                   | Terni             | 20 253 (31-12-2017)  | 1953               | Décret du président du Conseil des ministres d'Italie du 18 décembre 1953 |
| Terni                     | Terni             | 111 189 (31-12-2017) | ?                  | ? |
| Pérouse                   | Pérouse           | 165 763 (30-4-2018)  | ?                  | ? |
| Spolète                   | Pérouse           | 38 035 (31-12-2016)  | ?                  | Conféré depuis des temps immémoriaux (article 2, paragraphe 3 du statut municipal) |
| Todi                      | Pérouse           | 16 606 (31-12-2017)  | 1994               | Décret du président de la République du 19 septembre 1994 |
| Piémont                   |                   |                      |                    | |
| Cité                      | Province          | Population           | Depuis             | Acte |
|                           |                   |                      |                    | |
| Pouilles                  |                   |                      |                    | |
| Cité                      | Province          | Population           | Depuis             | Acte |
|                           |                   |                      |                    | |
| Sardaigne                 |                   |                      |                    | |
| Cité                      | Province          | Population           | Depuis             | Acte |
| Alghero                   | Sassari           |                      | 1501               | |
| Bosa                      | Oristano          |                      | 1499               | |
| Cagliari                  | Cagliari          |                      | 1327               | |
| Carbonia                  | Sardaigne du Sud  |                      | 1939               | Décret-loi royal du 30 mars 1939 |
| Castelsardo               | Sassari           |                      | 1448               | |
| Iglesias                  | Sardaigne du Sud  |                      | 1327               | |
| Ittiri                    | Sassari           |                      | 2000               | Décret du président de la République du 24 avril 2000 |
| La Maddalena              | Sassari           |                      | 1948               | Décret du président de la République du 6 juillet 1948 |
| Lanusei                   | Nuoro             |                      | 2002               | Décret du président de la République du 10 décembre 2002 |
| Macomer                   | Nuoro             |                      | 1976               | Décret du président de la République du 15 juillet 1976 |
| Nuoro                     | Nuoro             |                      | 1836               | Décret royal du 10 septembre 1836 |
| Porto Torres              | Sassari           |                      | 1960               | Décret du président de la République du 16 février 1960 |
| Olbia                     | Sassari           |                      | 1953               | Décret du président de la République du 11 avril 1953 |
| Oristano                  | Oristano          |                      | 1479               | |
| Ozieri                    | Sassari           |                      | 1836               | Décret-loi royal du 10 septembre 1836 |
| Quartu Sant'Elena         | Cagliari          |                      | 1959               | Décret du président de la République du 9 janvier 1959 |
| Sassari                   | Sassari           |                      | 1331               | |
| Siniscola                 | Nuoro             |                      | 2013               | Décret du président de la République du 28 mai 2013 |
| Sorso                     | Sassari           |                      | 2004               | Décret du président de la République du 11 mai 2004 |
| Tempio Pausania           | Sassari           |                      | 1836               | Décret-loi royal du 10 septembre 1836 |
| Tortolì                   | Nuoro             |                      | 2004               | Décret du président de la République du 30 mars 2004 |
| Sicile                    |                   |                      |                    | |
| Cité                      | Province          | Population           | Depuis             | Acte |
| Acireale                  | Catane            |                      | 2005               | |
| Agrigente                 | Agrigente         |                      | ?                  | ? |
| Barcellona Pozzo di Gotto | Messine           |                      | 1957               | |
| Bivona                    | Agrigente         |                      | 1554               | |
| Calatafimi Segesta        | Trapani           |                      | 2009               | |
| Caltanissetta             | Caltanissetta     |                      |                    | |
| Canicattì                 | Agrigente         |                      | 1934               | |
| Carini                    | Palerme           |                      | 1998               | |
| Castellammare del Golfo   | Trapani           |                      | 2016               | |
| Castelvetrano             | Trapani           |                      | 1936               | |
| Catane                    | Catane            |                      |                    | |
| Cefalù                    | Palerme           |                      | 2006               | |
| Enna                      | Enna              |                      | ?                  | ? |
| Ispica                    | Raguse            |                      | 1987               | |
| Lentini                   | Syracuse          |                      | 1990               | |
| Marsala                   | Trapani           |                      |                    | |
| Mazara del Vallo          | Trapani           |                      | 1952               | |
| Messine                   | Messine           |                      |                    | |
| Mineo                     | Catane            |                      | 2004               | |
| Modica                    | Raguse            |                      | 1631               | |
| Naro                      | Agrigente         |                      | 1525               | |
| Pachino                   | Syracuse          |                      | 1990               | |
| Palerme                   | Palerme           |                      |                    | |
| Paternò                   | Catane            |                      | 1983               | |
| Patti                     | Messine           |                      | 1978               | |
| Piazza Armerina           | Enna              |                      | 1989               | |
| Porto Empedocle           | Agrigente         |                      | 2009               | |
| Raguse                    | Raguse            |                      | 1928               | |
| Randazzo                  | Catane            |                      | 1535               | |
| Riposto                   | Catane            |                      | 2016               | |
| Salemi                    | Trapani           |                      | 2000               | |
| San Cataldo               | Caltanissetta     |                      | 1865               | |
| Siracuse                  | Syracuse          |                      | ?                  | ? |
| Taormine                  | Messine           |                      | ?                  | ? |
| Termini Imerese           | Palerme           |                      | ?                  | ? |
| Trapani                   | Trapani           |                      | ?                  | ? |
| Troina                    | Enna              |                      | 2015               | |
| Toscane                   |                   |                      |                    | |
| Cité                      | Province          | Population           | Depuis             | Acte |
| Arezzo                    | Arezzo            | 99 487 (30-6-2017)   | 1750               | Loi du 1er octobre 1750 |
| Aulla                     | Massa-Carrare     | 11 065 (30-6-2017)   | 1991               | Décret du président de la République du 12 décembre 1991 |
| Barga                     | Lucques           | 9 931 (31-3-2017)    | 1930               | Décret-loi royal 17 mai 1930 |
| Borgo San Lorenzo         | Florence          | 18 394 (30-4-2017)   | 1986               | Décret du président de la République du 20 juin 1986 |
| Carrare                   | Massa-Carrare     | 62 592 (31-6-2017)   | ?                  | ? |
| Castelfiorentino          | Florence          | 17 959 (31-12-2010)  | 2019               | Décret du président de la République du 15 juillet 2019 |
| Castelnuovo di Garfagnana | Lucques           | 5 935 (31-3-2017)    | 2010               | Décret du président de la République du 7 janvier 2010 |
| Capannori                 | Lucques           | 46 177 (31-3-2017)   | 2017               | Décret du président de la République du 27 février 2017 |
| Castiglion Fiorentino     | Arezzo            | 13 195 (30-6-2017)   | 1992               | Décret du président de la République du 4 avril 1992 |
| Chiusi                    | Sienne            | 8 558 (31-12-2017)   | 1934               | Délibération de la Junte régionale du 11 août 1934 |
| Colle di Val d'Elsa       | Sienne            | 21 604 (30-6-2017)   | 1592               | |
| Cortone                   | Arezzo            | 22 057 (31-12-2017)  | 1750               | Loi du 1er octobre 1750 |
| Empoli                    | Florence          | 48 626 (1-1-2018)    | 1927               | Décret-loi royal 23 octobre 1927 |
| Fiesole                   | Florence          | 14 150 (31-12-2017)  | 2001               | Décret du président de la République du 11 septembre 2001 |
| Florence                  | Florence          | 381 512 (30-6-2018)  | 1750               | Loi du 1er octobre 1750 |
| Fivizzano                 | Massa-Carrare     | 7 754 (30-11-2017)   | 1848               | Privilège de Léopold II du 6 juillet 1848 |
| Follonica                 | Grosseto          | 21 339 (31-8-2017)   | 2006               | Décret du président de la République du 8 mars 2006 |
| Grosseto                  | Grosseto          | 82 036 (31-12-2017)  | ?                  | ? |
| Livourne                  | Livourne          | 158 371 (31-12-2017) | 1606               | Cer. du 19 mars 1606 , loi du 1er octobre 1750 |
| Lucques                   | Lucques           | 89 874 (1-5-2018)    | ?                  | ? |
| Massa                     | Massa-Carrare     | 69 037 (1-1-2018)    | 1620               | Elevée au rang de ville par Ferdinand II |
| Massa Marittima           | Grosseto          | 8 286 (31-12-2017)   | 1194               | Diplôme d'Henri VI de 1194 |
| Montecatini Terme         | Pistoia           | 20 474 (30-11-2016)  | 1932               | Décret-loi royal 25 janvier 1932 |
| Monte San Savino          | Arezzo            | 8 676 (30-11-2017)   | 1991               | Décret du président de la République du 22 juillet 1991 |
| Montevarchi               | Arezzo            | 24 440 (31-12-2017)  | 1942               | Décret-loi royal 18 mai 1942 |
| Montepulciano             | Sienne            | 13 984 (31-12-2017)  | 1561               | Bulle Pro excellenti du 10 novembre 1561, loi du 1er octobre 1750 |
| Orbetello                 | Grosseto          | 14 744 (31-12-2017)  | 1939               | Décret-loi royal 1er mars 1939 |
| Pescia                    | Pistoia           | 19 559 (31-3-2018)   | 1699               | |
| Pienza                    | Sienne            | 2 076 (31-3-2018)    | 1462 et 2004       | Bulle Pro excellenti du pape Pie II 13 août 1462, lettre datée du 15 mars 2004 de l'Ufficio Onorificenze e Araldica                                                                                    |
| Pietrasanta               | Lucques           | 23 666 (31-3-2018)   | 1841               | Privilège de Léopold II de 1841 |
| Piombino                  | Livourne          | 33 717 (31-3-2018)   | ?                  | ? |
| Pise                      | Pise              | 90 300 (31-3-2018)   | 1750               | Loi du 1er octobre 1750 |
| Pistoia                   | Pistoia           | 90 118 (31-3-2018)   | 1750               | Loi du 1er octobre 1750 |
| Poggibonsi                | Sienne            | 28 998 (31-3-2018)   | 1961               | Proclamée "ville impériale" par Frédéric II de Souabe en 1220, décret du président de la République du 20 octobre 1961                                                                                 |
| Pontedera                 | Pise              | 29 198 (31-3-2018)   | 1930               | Décret-loi royal 17 mai 1930 |
| Pontremoli                | Massa-Carrare     | 7 166 (31-3-2018)    | 1939               | Délibération de la Junte régionale du 6 mars 1939 |
| Prato                     | Prato             | 193 432 (31-3-2018)  | 1653               | |
| Quarrata                  | Pistoia           | 26 536 (30-4-2018)   | 1969               | Décret du président de la République du 3 juillet 1969 |
| San Gimignano             | Sienne            | 7 780 (31-12-2016)   | 1936               | Délibération de la Junte régionale du 29 avril 1936 |
| San Miniato               | Pise              | 27 874 (31-12-2016)  | 1750 et 2014       | Loi du grand-duc de Toscane du 1er octobre 1750 et décret du président de la République du 17 juillet 2014                                                                                             |
| Sansepolcro               | Arezzo            | 16 012 (31-12-2014)  | 1520, 1750 et 1935 | Bulle Praexcellenti praeminentia du pape Léon X du 22 septembre 1520; loi du 1er octobre 1750; délibération de la Junte régionale du 26 mars 1935; transcrit par la Consulta Araldica le 28 mars 1935. |
| Seravezza                 | Lucques           | 13 007 (31-3-2017)   | 1975               | Décret du président de la République du 31 décembre 1975 |
| Sienne                    | Sienne            | 53 818 (31-3-2018)   | 1750               | Loi du 1er octobre 1750 |
| Viareggio                 | Lucques           | 4 730 (30-11-2017)   | 1820               | Décret de la duchesse de Lucques du 7 juin 1820 |
| Villafranca in Lunigiana  | Massa-Carrare     | 10 410 (1-1-2017)    | 2007               | Décret du président de la République du 22 octobre 2007 |
| Vinci                     | Florence          | 14 582 (31-12-2010)  | 1954               | Décret du président de la République du 15 juillet 1954 |
| Volterra                  | Pise              | 62 169 (31-3-2017)   | 1750               | Loi du 1er octobre 1750 |
| Trentin-Haut-Adige        |                   |                      |                    | |
| Cité                      | Province          | Population           | Depuis             | Acte |
| Arco                      | Trente            | 17 588 (31-3-2017)   | ?                  | ? |
| Bolzano                   | Bolzano           | 107 542 (31-5-2018)  | 1268               | |
| Bressanone                | Bolzano           | 22 125 (31-3-2018)   | 1380               | |
| Brunico                   | Bolzano           | 16 407 (31-3-2017)   | 1376               | |
| Chiusa                    | Bolzano           | 5 198 (28-2-2017)    | 1308               | |
| Glorenza                  | Bolzano           | 889 (31-3-2017)      | 1309               | |
| Laives                    | Bolzano           | 17 842 (31-3-2017)   | 1985               | Delibération de la Junte régionale du 11 avril 1985 |
| Levico Terme              | Trente            | 8 000 (31-12-2017)   | 1894               | |
| Merano                    | Bolzano           | 40 523 (30-4-2018)   | 1317               | |
| Pergine Valsugana         | Trente            | 21 378 (31-3-2018)   | 2012               | [ 1 ] |
| Riva del Garda            | Trente            | 17 407 (30-4-2018)   | ?                  | ? |
| Rovereto                  | Trente            | 39 993 (30-6-2018)   | 1510               | |
| Trente                    | Trente            | 118 229 (30-4-2018)  | 1888               | |
| Vipiteno                  | Bolzano           | 6 967 (31-3-2018)    | 1304               | |
| Vénétie                   |                   |                      |                    | |
| Cité                      | Province          | Population           | Depuis             | Acte |
| Abano Terme               | Padoue            | 20 164 (30-4-2018)   | 1973               | Décret du président de la République du 26 juin 1973 |
| Adria                     | Rovigo            | 19 436 (31-12-2017)  | ?                  | |
| Albignasego               | Padoue            | 25 926 (30-4-2017)   | 2012               | Décret du président de la République du 29 octobre 2012 |
| Arzignano                 | Vicence           | 25 642 (30-4-2017)   | 1964               | Décret du président de la République du 14 août 1964 |
| Asiago                    | Vicence           | 6 441 (31-12-2017)   | 1924               | Décret-loi royal du 23 octobre 1924 |
| Asolo                     | Trévise           | 9 089 (31-12-2017)   | 1931               | 9 juillet 1931 |
| Badia Polesine            | Rovigo            | 10 385 (30-4-2017)   | 1817               | Décret-loi royal du 16 avril 1817, 4 août 1930 |
| Bassano del Grappa        | Vicence           | 43 479 (30-4-2017)   | 1760 et 1815       | |
| Belluno                   | Belluno           | 35 710 (31-12-2017)  | 1816               | |
| Bovolone                  | Vérone            | 16 078 (31-12-2017)  | 1994               | Décret du président de la République du 21 juin 1994 |
| Campodarsego              | Padoue            | 14 623 (30-4-2017)   | 2013               | Décret du président de la République du 3 décembre 2013 |
| Camposampiero             | Padoue            | 12 076 (30-4-2017)   | 2009               | Décret du président de la République du 20 juillet 2009 |
| Castelfranco Veneto       | Trévise           | 33 511 (30-3-2018)   | 1860               | 5 novembre 1860 |
| Cerea                     | Vérone            | 16 569 (30-6-2017)   | 2006               | ? |
| Chioggia                  | Venise            | 49 430 (31-12-2017)  | ?                  | |
| Cittadella                | Padoue            | 20 133 (30-6-2017)   | 1972               | Décret du président de la République du 6 mai 1972 |
| Cologna Veneta            | Vérone            | 8 477 (30-6-2017)    | 1837               | |
| Conegliano                | Trévise           | 35 094 (31-5-2018)   | 1987               | Décret du président de la République du 3 novembre 1987 |
| Eraclea                   | Venise            | 12 276 (31-12-2017)  | 2007               | Décret du président de la République du 2 février 2007 |
| Este                      | Padoue            | 16 390 (31-7-2017)   | ?                  | |
| Feltre                    | Belluno           | 20 608 (31-12-2017)  | 1952               | Décret du président de la République du 26 octobre 1952 |
| Jesolo                    | Venise            | 26 377 (30-4-2018)   | 1983               | Décret du président de la République du 31 mars 1983 |
| Legnago                   | Vérone            | 25 204 (31-8-2017)   | 1993               | Décret du président de la République du 29 juillet 1993 |
| Lendinara                 | Rovigo            | 11 700 (31-8-2017)   | 1816               | ?, 28 avril 1939 |
| Lonigo                    | Vicence           | 16 441 (30-9-2017)   | 1832               | 6 août 1832 |
| Marostica                 | Vicence           | 13 976 (30-9-2017)   | 1962               | Décret du président de la République du 17 décembre 1962 |
| Mestre                    | Venise            | 88 228 (15-5-2017)   | 1923               | Décret royal de 1923 |
| Mirano                    | Venise            | 27 142 (31-10-2017)  | 2002               | Décret du président de la République du 13 juin 2002 |
| Mogliano Veneto           | Trévise           | 27 852 (31-12-2017)  | 1988               | Décret du président de la République du 22 juillet 1987 |
| Monselice                 | Padoue            | 17 597 (31-10-2017)  | 1960               | Décret du président du Conseil des ministres d'Italie du 7 juin 1960 |
| Montagnana                | Padoue            | 9 026 (31-12-2017)   | ?                  | |
| Montebelluna              | Trévise           | 31 306 (31-3-2018)   | 1972               | Décret du président de la République du 11 octobre 1972 |
| Montegrotto Terme         | Padoue            | 11 462 (30-11-2017)  | 1991               | Décret du président de la République du 22 juillet 1991 |
| Motta di Livenza          | Trévise           | 10 816 (30-11-2017)  | 1991               | Décret du président de la République du 22 juillet 1991 |
| Noale                     | Venise            | 16 025 (30-11-2017)  | 1999               | Décret du président de la République du 9 novembre 1999 |
| Oderzo                    | Trévise           | 20 466 (31-12-2017)  | ?                  | |
| Oppeano                   | Vérone            | 10 017 (31-12-2017)  | 2011               | Décret du président de la République du 28 avril 2011 |
| Padoue                    | Padoue            | 210 928 (31-8-2018)  | ?                  | |
| Pastrengo                 | Vérone            | 3 092 (31-12-2017)   | 2011               | Décret du président de la République du 15 juillet 2011 |
| Piove di Sacco            | Padoue            | 19 974 (31-3-2018)   | 1959               | Décret du président de la République du 26 août 1959 |
| Portogruaro               | Venise            | 24 890 (31-3-2018)   | 1835               | 26 novembre 1835 |
| Porto Viro                | Rovigo            | 14 275 (31-3-2018)   | 2001               | Décret du président de la République du 14 novembre 2001 |
| Roncade                   | Trévise           | 14 585 (31-5-2018)   | 2004               | Décret du président de la République du 16 janvier 2004 |
| Rovigo                    | Rovigo            | 51 008 (30-6-2018)   | 1815               | 24 avril 1815 |
| San Donà di Piave         | Venise            | 41 856 (28-2-2017)   | 1968               | Décret du président de la République du 12 novembre 1968 |
| San Martino di Lupari     | Padoue            | 13 177 (31-12-2015)  | 2011               | |
| Schio                     | Vicence           |                      | 1817 et 1870       | ?, 29 août 1870 |
| Thiene                    | Vicence           |                      | 1845 et 1857       | |
| Trévise                   | Trévise           |                      | ?                  | |
| Valdagno                  | Vicence           |                      | 1955               | Décret du président de la République du 31 août 1955 |
| Venise                    | Venise            |                      | ?                  | |
| Vérone                    | Vérone            |                      | ?                  | |
| Vicence                   | Vicence           |                      | ?                  | |
| Villafranca di Verona     | Vérone            |                      | 2008               | ? |
| Villorba                  | Trévise           |                      | 2010               | Décret du président de la République du 6 juillet 2010 |
| Vittorio Veneto           | Trévise           |                      | ?                  | |